# Rugby subacqueo

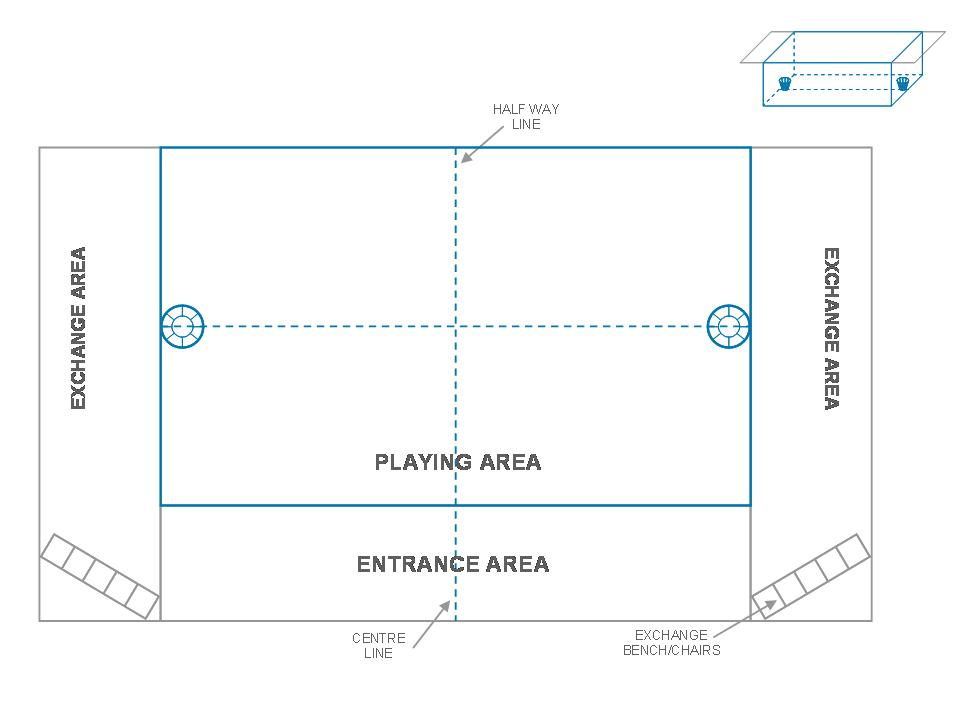
Campo di rugby subacqueo

Il rugby subacqueo è uno sport di squadra, praticato in apnea ed in piscine profonde (tipicamente quelle destinate ai tuffi) il cui scopo è quello di piazzare una palla sferica e piena di acqua salata (quindi con galleggiamento negativo) in uno dei due canestri posti sul fondo.
Come è facilmente intuibile dal nome, nel gioco ci sono elementi riconducibili al rugby terrestre (è permesso il contrasto tra giocatori per contendersi la palla), ma l'ambiente di gioco lo pone in contiguità anche con l'apnea, il nuoto pinnato e la pallanuoto.
Il rugby subacqueo è l'unico sporto di squadra che si svolge in un ambiente tridimensionale: l'intera profondità della vasca (vedi figura) può essere utilizzata, a patto che la palla non fuoriesca interamente dall'acqua, cosa che costituirebbe un fallo di gioco.
In Italia il rugby subacqueo è inserito nel novero degli sport di squadra gestiti dalla FIPSAS (Federazione Italiana Pesca Sportiva Attività Subacquee e Nuoto Pinnato), che organizza il campionato italiano e coordina le attività delle squadre nazionali. A livello mondiale il rugby subacqueo è gestito dalla CMAS (Confederazione Mondiale delle Attività Subacquee).

## Origine
Sull'origine del rugby subacqueo ci sono "leggende" un po' bizzarre, come quella che ne attribuisce la nascita ad un'attività ricreativa praticata con noci di cocco da alcune unità della marina francese, quando le loro navi erano attraccate nel lontano Kenya.
È però più plausibile che il rugby subacqueo debba le sue origini alla necessità dei club di immersioni di mantenere il rapporto con l'ambiente acquatico durante l'inverno. Fu infatti a Colonia, in Germania, che nel 1961 si ebbe l'idea di riempire con acqua salata una palla da pallanuoto e di portarla in profondità, insieme a due canestri ed una rete da pallavolo per dividere a metà il campo di gioco. Lo scopo di questa versione prototipale del rugby subacqueo era quello di oltrepassare la rete e di introdurre la palla nel canestro della squadra avversaria. Da allora, passando attraverso varie modifiche regolamentari, la disciplina iniziò a diffondersi in altre città tedesche e, da lì, nel resto del mondo.

## Evoluzione
In pochi anni, grazie all'impegno dei primi entusiasti pionieri di questo sport,  il rugby subacqueo cominciò ad acquisire l'aspetto "moderno": scomparve la rete a metà campo ma rimasero i canestri. Nel 1964 si disputò dunque la prima partita "vera", tra le formazioni del DLRG Mülheim e del DUC Duisburg. Per la cronaca vinse la prima per 5-2.
Nel 1965 si disputò poi il primo torneo a cui presero parte la squadra padrona di casa (DLRG Mülheim) ed altre cinque formazioni: DUC Bochum, DUC Düsseldorf, DUC Duisburg, DUC Essen e TSC Delphin Leudenscheid. Le regole prevedevano squadre composte da 8 giocatori e, alla fine del torneo, si impose il Mülheim contro il Duisburg. Questo torneo si è disputato ogni anno a partire da allora e dunque, a buon titolo, può essere considerata la più antica manifestazione di rugby subacqueo della storia. La Federazione Tedesca riconobbe il rugby subacqueo fin dal 1972, organizzando subito il primo Campionato Nazionale vinto dal Mülheim. La CMAS riconobbe invece il rugby subacqueo solo nel 1978. Il primo Campionato Europeo venne disputato a Malmö in Svezia nell'aprile del 1978, mentre la prima edizione del Campionato Mondiale fu disputata a Mülheim an der Ruhr nel maggio del 1980.
In Italia il rugby subacqueo, dopo una sporadica apparizione a Bolzano negli anni '80, si è consolidato a partrire dal 1998, quando un primo nucleo di giocatori si è riunito a Firenze, costituendosi nel Firenze Rugby Subacqueo ASD (FiRS), e successivamente grazie all'ingresso della disciplina all'interno della FIPSAS, avvenuto nel 2003. Da allora viene annualmente disputato un Campionato Italiano e sono attive le squadre nazionali (femminile, maschile e juniores) che regolarmente disputano competizioni internazionali (campionati mondiali ed europei) sotto l'egida della CMAS. Attualmente (dicembre 2024) sono attive squadre a Milano, Jesi e Sondrio.

## Le regole

### L'area di gioco
Il Rugby Subacqueo viene giocato in piscine profonde dai 3,5 ai 5 metri e le cui dimensioni variano dagli 8-12 metri di larghezza per 12-18 metri di lunghezza. Si tratta di dimensioni generalmente compatibili con la parte più profonda delle piscine di 25 metri col fondo a gradino. I canestri sono rigidi e vengono posti sul fondo della vasca, a ridosso del muro, nei lati più corti dell'area di gioco. Nella parte laterale del campo deve essere presente una corsia larga 2 metri per permettere ai giocatori di fare i cambi tuffandosi dall'area della panchina.

### L'attrezzatura
I giocatori indossano maschera, boccaglio, pinne, polsini e cuffie/calottine numerate, con protezioni per le orecchie. I costumi devono essere o bianchi o scuri (blu o nero). Le pinne non devono superare i 60 cm. e non possono presentare parti in metallo o in grado di provocare danni agli altri giocatori; la monopinna è vietata.
I canestri devono avere un'altezza di 450 mm e un diametro di 390-400 mm, all'estremità superiore. I loro bordi devono essere coperti con un materiale morbido.
La palla deve avere una circonferenza di 520/540 mm (maschi) e di 490/510 mm(femmine) e deve essere riempita con una soluzione satura di acqua e sale che le consenta di cadere sul fondo della vasca, con una velocità di 1000/1250 mm/s.

### Il gioco
Le squadre sono formate da 12 giocatori: sei giocatori in acqua e sei pronti a sostituirli. Le sostituzioni tra giocatori sono generalmente decise prima dell'inizio della partita e sono per così dire "cambi fissi". Vengono cioè costituite  coppie di giocatori in cui l'uno è il cambio dell'altro: quando uno giocatore della coppia esce, il suo cambio gli subentra immediatamente nello stesso ruolo. Nel corso di un match sono consentite sostituzioni illimitate. Affinché una sostituzione sia corretta, è necessario che i piedi del giocatore uscente siano completamente fuori dall'acqua. Il regolamento ufficiale prevede la presenza di 3 arbitri, responsabili della partita: due arbitri subacquei si devono trovare ai lati della vasca (ovviamente sul fondo), il terzo, quello principale, osserva la partita dal bordo vasca.
Le partite ufficiali durano 2 tempi di 15 minuti. Tuttavia, in molti tornei, sono consentite tempi di gioco più brevi. Il via alla partita è simile a quello tipico della pallanuoto con le due squadre che si contendono la palla al centro, in questo caso posta sul fondo della vasca. Dopo ogni gol però, a differenza della pallanuoto, la squadra che lo ha subito riparte col possesso di palla dal suo lato e non dal centro. 
Caratteristica che rende unico il rugby subacqueo, se confrontato con ogni altro sport, di terra o di acqua che sia, è il fatto che il gioco si sviluppa tridimensionalmente: l'intera profondità della vasca può infatti essere sfruttata per costruire l'azione. In tal senso l'unico divieto imposto è che la palla non fuoriesca dalla superficie dell'acqua.
Il rugby subacqueo è uno sport di contatto fisico, ma le regole e l'ambiente di gioco di norma impediscono danni seri. Per di più le regole vietano di afferrare l'attrezzatura di gioco, di strattonare o calciare volutamente un avversario o comunque di attaccarlo con violenza.
Come per ogni sport di squadra, anche nel rugby subacqueo l'organizzazione del gioco ed il rispetto della tattica rivestono un ruolo fondamentale, tanto più che, per il fatto che le azioni si svolgono in apnea, non sempre i giocatori, nel momento in cui hanno necessità riprendere fiato in superficie, possono essere tutti contemporaneamente presenti sott'acqua.

### I ruoli
Generalmente i sei giocatori di una squadra sono divisi in tre ruoli: portiere/centrale, difensore ed attaccante. Quindi sono presenti due giocatori per ogni ruolo. Questa ovviamente non è una regola assoluta: tattiche o modalità di gioco diverse possono essere impostate anche a seconda del tipo di partita che si intende svolgere o del particolare momento della partita stessa.
Tipicamente, durante una partita, tutti i giocatori alternano fasi di gioco in acqua e di riposo. Solitamente ogni giocatore alterna 2/3 minuti di gioco in acqua (in cui alle apnee seguono brevi fasi di recupero in superficie) e 2/3 minuti di riposo in panchina. Le apnee sono spesso brevi ed intense.

#### Portiere/Centrale
Chi gioca in questo ruolo ha il compito di difendere il canestro dagli attacchi degli avversari quando questi stanno attaccando. Durante la fase di attacco, invece, il portiere/centrale partecipa alla costruzione della fase offensiva, alternandosi con il suo compagno di ruolo. È infatti fondamentale che almeno uno dei due giocatori del ruolo sia sempre in prossimità del proprio canestro, o comunque più arretrato, anche quando sta respirando in superficie. Abbandonare completamente la zona del canestro, anche durante una fase di attacco della propria squadra, potrebbe introdurre una potenziale condizione di pericolo in caso di contrattacco avversario.
La difesa del canestro è di solito fatta posizionandosi con il busto sopra la circonferenza del canestro, ostruendolo con le spalle. Per mantenere la posizione sul canestro non è permesso afferrarlo né introdurvi a alcuna parte del proprio corpo (tipicamente spalle, braccia o testa).
Difensore
Valgono per il difensore le stesse considerazioni fatte per il portiere/centrale. La differenza fondamentale sta nella posizione da tenere durante la fase di difesa. Mentre, come detto, il portiere/centrale si posiziona sopra il canestro, il difensore deve distendersi sul fondo, appoggiandosi con le spalle sul canestro, senza afferrarlo, per difendere gli eventuali attacchi portati dal fondo.
Tipicamente il difensore non fa recupero attivo della palla, dato che questo potrebbe sguarnire la zona sotto il canestro, lasciandola esposta agli attacchi avversari
Attaccante
L'attaccante ha il compito di portare gli attacchi ravvicinati al canestro avversario. In fase di difesa ha il compito di recupero attivo, deve cioè cercare di recuperare la palla dai giocatori avversari,

#### Movimenti dei giocatori
Da quanto detto si può intuire come sia importante mantenere la corretta posizione in acqua e collaborare con i compagni di squadra. Durante un attacco è il solo portiere che rimane a guardia del proprio canestro mentre i due attaccanti, il centrale ed i due difensori, ognuno con il proprio compito, partecipano all'azione. Durante una difesa portieri/centrali e difensori si alternano nella difesa statica del canestro mentre i due difensori ed i due attaccanti svolgono compiti di recupero attivo.
I giocatori in movimento devono inoltre muoversi in maniera tale da ridurre il più possibile le distanze tra di loro. La palla non può essere lanciata a distanze superiori ai 2 metri, a meno che non venga spinta verso il basso. Di questo bisogna dunque tenere conto sia nella fase offensiva che in quella difensiva: se ad esempio l'azione si sposta verso il margine destro del campo tutta la squadra deve "traslare" verso quel lato. È dunque allora importante sfruttare la fase di recupero in superficie per spostarsi nuotando verso la parte del campo interessata dall'azione.